# Бондарук, Иван Фёдорович
Иван Фёдорович Бондарук — советский хозяйственный, государственный и политический деятель, Герой Социалистического Труда.

## Биография
Родился в 1918 году в селе Рыжевка. Член КПСС.
Участник Великой Отечественной войны в составе 322-го оадн Чкаловского ВО на ст. Тоцкое, Белорусского ВО, делопроизводитель. С 1946 года — на хозяйственной, общественной и политической работе. В 1946—1980 гг. — сельскохозяйственный и партийный работник в Киевской области и Черкасской области Украинской ССР, первый секретарь Корсунь-Шевченковского райкома Компартии Украины.
Указом Президиума Верховного Совета СССР от 22 декабря 1977 года присвоено звание Героя Социалистического Труда с вручением ордена Ленина и золотой медали «Серп и Молот».
Делегат XXV съезда КПСС.
Умер после 1985 года.